# Cadre-71/2-Europameisterschaft 1957/1

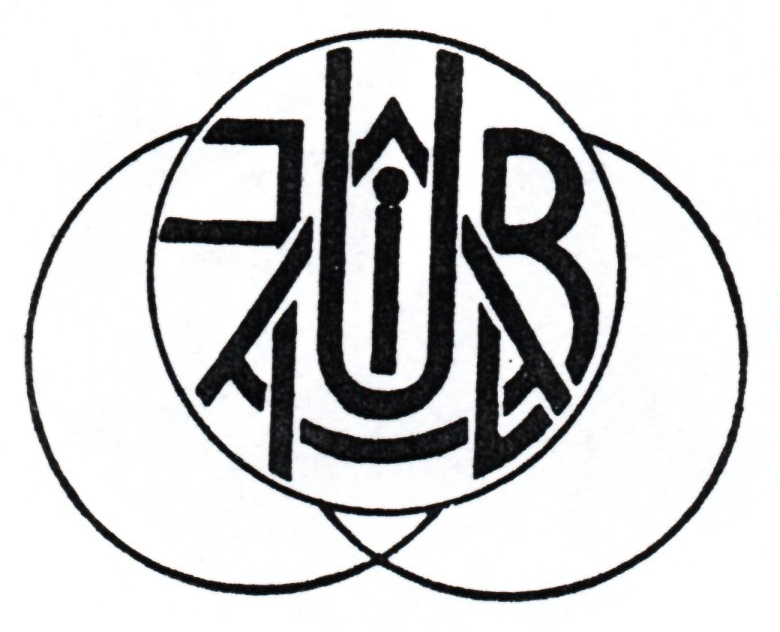
Logo UIFAB (ausrichtender Verband)

Veranstaltungsort: Thionville

Die Cadre-71/2-Europameisterschaft 1957/1 war das 11. Turnier in dieser Disziplin des Karambolagebillards und fand vom 14. bis zum 17. Februar 1957 in Thionville statt. Es war die vierte Cadre-71/2-Europameisterschaft in Frankreich.

## Geschichte
Durch gravierende Differenzen zwischen dem Weltverband UIFAB, der durch seinen Führungsstil und der Sportpolitik in den südlichen Ländern Europas auf Widerstand stieß, wurde die FIB gegründet und richtete im März 1957 eine eigene Europameisterschaft aus. Ab 1958 kam es nach einer Einigung wieder zu einer gesamten Europameisterschaft. In Thionville siegte der Spanier   José Gálvez nach einer Stichpartie gegen den Franzosen Louis Chassereau. Das Niveau der Meisterschaft war deutlich schlechter als bei der letzten Europameisterschaft mit den Teilnehmern der nördlichen Verbände.

## Turniermodus
Hier wurde im Round Robin System bis 300 Punkte gespielt. Es wurde mit Nachstoß gespielt. Damit waren Unentschieden möglich.
Bei MP-Gleichstand (außer bei Punktgleichstand beim Sieger) wird in folgender Reihenfolge gewertet:
1. MP = Matchpunkte
2. GD = Generaldurchschnitt
3. HS = Höchstserie

## Abschlusstabelle
| MP    | Match Points (Sieger = 2; Unentschieden = 1; Verlierer = 0) |
| Pkte. | Erzielte Karambolagen                                       |
| Aufn. | Benötigte Versuche                                          |
| GD    | Generaldurchschnitt                                         |
| BED   | Bester Einzeldurchschnitt eines Spielers                    |
| HS    | Höchstserie                                                 |
|       | Bester GD des Turniers                                      |
|       | Bester ED des Turniers                                      |
|       | Beste HS des Turniers                                       |
|       | 1. Platz (Gold)                                             |
|       | 2. Platz (Silber)                                           |
|       | 3. Platz (Bronze)                                           |

| Platz                                        | Name                | MP   | Pkte. | Aufn. | GD    | BED   | HS  |
| -------------------------------------------- | ------------------- | ---- | ----- | ----- | ----- | ----- | --- |
| 1                                            | José Gálvez         | 11:3 | 1992  | 177   | 11,25 | 27,27 | 97  |
| 2                                            | Louis Chassereau    | 11:3 | 2015  | 205   | 9,82  | 17,64 | 115 |
| 3                                            | Jean Galmiche       | 10:4 | 2046  | 176   | 11,62 | 21,42 | 97  |
| 4                                            | Alfredo Alhinho     | 8:6  | 1836  | 193   | 9,51  | 16,66 | 64  |
| 5                                            | Salvador Orti Vélez | 6:8  | 1708  | 203   | 8,41  | 10,00 | 55  |
| 6                                            | Pierre Hervé        | 6:8  | 1886  | 276   | 6,83  | 7,50  | 57  |
| 7                                            | Gustav Semrad       | 2:12 | 1912  | 245   | 7,80  | 12,50 | 72  |
| 8                                            | Auguste Lagarde     | 2:12 | 1149  | 205   | 5,60  | 7,31  | 53  |
| Turnierdurchschnitt: 8,56 (ohne Stichpartie) |                     |      |       |       |       |       |     |
| Stichpartie                                  |                     |      |       |       |       |       |     |
| -                                            | José Gálvez         | 2:0  | 300   | 21    | 14,28 | 14,28 | 52  |
| -                                            | Louis Chassereau    | 0:2  | 186   | 21    | 8,85  | –     | 43  |
| nach Stichpartie                             |                     |      |       |       |       |       |     |
| 1                                            | José Gálvez         | 13:3 | 2292  | 198   | 11,57 | 27,27 | 97  |
| 2                                            | Louis Chassereau    | 11:5 | 2201  | 226   | 9,73  | 17,64 | 115 |
| Turnierdurchschnitt: 8,72 (mit Stichpartie)  |                     |      |       |       |       |       |     |